# Champion (marca)
Champion es un fabricante de ropa, especializado en ropa deportiva. La marca es filial de HanesBrands Inc., situada en Winston-Salem, Carolina del Norte, empresa que se separó de Sara Lee Corporation, para formar su marca propia.
Champion es la segunda marca más grande de la filial HanesBrands, después de Hanes, en primer lugar. Otras marcas de las cuales HanesBrand es dueño son Playtex (tercera marca en importancia), Bali, Just My Size, Barely There, Wonderbra, L’eggs, C9 por Champion, Duofold, Beefy-T, Outer Banks, Sol y Oro, Rinbros, Zorba y Ritmo.

## Historia
Champion es la marca que inventó el sostén deportivo, poleras reversibles y de la confección de una malla transpirable, que se aprecia en los “gorras de camionero”.
Esta marca ha sido popular en el Hip Hop, y en la ropa urbana desde comienzos de la década de 1990. El polerón de tipo canguro, más conocido como “Champion Super Hood”, fue fuertemente popularizado en los años 1990 por los primeros raperos de Nueva York y Los Ángeles, incluyendo a A Tribe Called Quest, Ill Al Skratch, B-Real y Mobb Deep. Todos estos raperos fueron vistos a menudo vistiendo los icónicos “Champion hoodies", en sus vídeos, y durante conciertos y performances en vivo. Hasta hoy, raperos contemporáneos tales como 50 Cent, The Game, Ghostface Killah y Fat Joe continúan con la tradición de usar los “Champion hoodies” durante presentaciones en vivo y videos.
También, Champion ha sido el auspiciador de la NBA, puesto el cual sustenta actualmente Nike. También ha producido indumentaria para muchos de los principales colegios y universidades.
Desde el 2008, producen el equipo del Wigan Athletic F.C., y del equipo nacional de Fútbol Gales.
Su eslogan de marketing es “You gotta get good grades if you want to be the real champion!” (¡Tienes que sacar buenos resultados si quieres ser el verdadero campeón!)

## Efeméride
En Uruguay, Paraguay y Brasil, a los zapatos deportivos de cualquier marca y modelo se le llama "Championes" desde los años '60, refiriéndose a la marca original. En Chile se las reconocía como las "Champignones"[cita requerida].